# Bleke vliegendoder
De bleke vliegendoder (Mellinus crabroneus) is een vliesvleugelig insect uit de familie van de graafwespen (Crabronidae). De wetenschappelijke naam van de soort is voor het eerst geldig gepubliceerd in 1791 door Thunberg.